# Gradska (ort)
Gradska är en ort i Bosnien och Hercegovina.   Den ligger i entiteten Federationen Bosnien och Hercegovina, i den södra delen av landet, 90 km sydväst om huvudstaden Sarajevo. Gradska ligger 213 meter över havet och antalet invånare är 154.
Terrängen runt Gradska är platt åt sydväst, men åt nordost är den kuperad.Närmaste större samhälle är Ljubuški, 3,3 km sydväst om Gradska. 
Runt Gradska är det ganska tätbefolkat, med 93 invånare per kvadratkilometer.